# Norbert Haberlick
Norbert Haberlick est un acteur français, né le 2 décembre 1958 à Compiègne.

## Biographie
Né en Picardie dans une famille originaire de l'Europe de l'Est entre une mère alsacienne et un père tchécoslovaque. Il y passe une partie de sa petite enfance. Puis part à l’âge de 13 ans en Bourgogne vivre son adolescence au cœur de la Puisaye… Indépendant, solitaire et rêveur, il découvre le cinéma, les polars et les acteurs à travers les dialogues d’Audiard et les films de Jean Gabin, Alain Delon, Jean Paul Belmondo, Lino Ventura, entre autres. Les études ne le passionnent pas, il se réfugie dans l’imaginaire et commence à vivre sa vie en multipliant les petits boulots.

### Carrière
Il entre au Cours René Simon en 1984 avec l’envie et la passion des planches chevillée au corps et obtient en 1986 le Prix Laurence Constant (prix de comédie) et en 1987 le Prix René Simon (prix dramatique).
C'est sous la direction de José Giovanni qu'il débute au cinéma en 1988 dans Mon ami le traître,. Il croisera également par la suite la route de Régis Wargnier, Étienne Chatiliez, Francis Veber... Mais c'est à la télévision que Norbert Haberlick va faire son chemin. Il enchaîne les rôles dans de nombreux téléfilms et séries comme Boulevard du Palais, Vaugand, Commissaire Moulin, R.I.S Police scientifique, Central Nuit ou encore Diane femme flic en travaillant notamment avec Manuel Boursinhac, José Pinheiro, Gérard Vergez, Bruno Garcia, Christian Bonnet...
En 2007, il rencontre Dominique Ladoge qui le dirige dans la série Le Silence de l'épervier dans laquelle, il incarne le commandant Abel Sandoval.
Au cinéma, on le retrouve en 2016 dans la Vache de Mohamed Hamidi.
Il prête également sa voix pour différents doublages.

## Filmographie

### Cinéma
- 1988 : Mon ami le traître de José Giovanni
- 1988 : La Travestie d'Yves Boisset
- 1989 : Les Années terribles de Robert Enrico
- 1989 : Pentimento de Tonie Marshall
- 2000 : Une pour toutes de Claude Lelouch
- 2001 : Sauvage innocence de Philippe Garrel
- 2003 : Tais-toi ! de Francis Veber
- 2004 : La confiance règne d'Etienne Chatiliez
- 2007 : Pars vite et reviens tard de Régis Wargnier
- 2016 : La Vache de Mohamed Hamidi
- 2016 : Les Enfants de la chance de Malik Chibane

### Télévision
- 1987 : Deux locataires pour l’Elysée de Éric Le Hung
- 1988 : S.O.S disparue « L’autre Planète » de Maurice Frydland
- 1989 : La Femme de papier de Suzanne Schiffman
- 1989 : Olympe de nos amours « Les Chapelières » de Serge Moati
- 1992 : La Force de l’amour de Dominique Maillet
- 2000 : Vérité oblige « La loi du silence » de Claude-Michel Rome
- 2000 : Joséphine ange gardien « Des Cultures Différentes » de Philippe Monnier
- 2000 : Le grand patron « Esprit de famille » de Claude Michel Rome
- 2001 : Marc Eliot « Quatre cents suspects » de Christiane Leherissey
- 2002 : PJ « Viol en G.A.V » de Gérard Vergez
- 2002 : Julie Lescaut « Une jeune fille en danger » de Klaus Biedermann
- 2002 : Sous le soleil « Dans L’étau » « Tu ne tueras point » « L'Amour en Enfer » de Fred Demont
- 2002 : Police district « Identité Judiciaire » de Jean-Teddy Filippe
- 2003 : Même âge, même adresse « Continuations » de Guy Mazarguil
- 2003 : Même âge, même adresse « Explications » de Bruno Garcia
- 2003 : Sous le soleil « Âme en Peine » de Sylvie Ayme
- 2004 : Sous le soleil « Adieux » de Franck Buchter
- 2005 : Fargas « Comme un chien » de Didier Le Pêcheur
- 2006 : Commissaire Moulin « Sous Pression » de José Pinheiro
- 2006 : L'Enfant d'une autre de Virginie Wagon
- 2006 : R.I.S Police scientifique « Dépendances » de Klaus Biedermann
- 2007 : Louis Page « Le Don d’Elsa » de Philippe Roussel
- 2007 : Le Silence de l'épervier 8 × 52 min de Dominique Ladoge
- 2009 : Central Nuit « La Dérive » de Félix Olivier
- 2009 : Brigade Navarro « En Rafale » de Philippe Davin
- 2009 : Section de recherche « Surf » de Gérard Marx
- 2009 : Diane femme flic « Le Dernier Verre » de Manuel Boursinhac
- 2009 : Chante ! « Retour vers le futur » de Charli Beleteau
- 2010 : La Cour des grands « Margot et Lorenzo » de Dominique Ladoge
- 2010 : Chante ! « Ego trip » de Jean Marc Thérin
- 2010 : Plus belle la vie de Philippe Dajoux, Emmanuelle Dubergey, Christophe Reichert, Christophe Andrei, Roger Wielgus
- 2011 : R.I.S Police scientifique « Retour de Flammes » de Jean Marc Thérin
- 2011 : Plus belle la vie de Bénédicte Delmas, Philippe Carrese, Etienne Dhaene, Gilles Cayatte, Bernard Dumont
- 2011 : Enquêtes réservées « La Mort en Tapis roulant » de Bruno Garcia
- 2012 : Mort au théâtre de Vincent Calvet
- 2013 : La veuve noire d’Olivier Abid
- 2013 : Faux semblant de Marcel Belanger
- 2013 : Le secret de Manon de Arnaud Legoff
- 2013 : Le Médecin de Christian François
- 2014 : Mes amis, mes amours, mes emmerdes « Plus dure sera la chute » « Une nouvelle vie » de Nicolas Herdt
- 2014 : Boulevard du palais « Je ne voulais pas » de Christian Bonnet
- 2014 : Vaugand « Irresponsable » de Manuel Boursinhac
- 2015 : Deux flics sur les docks « Longue distance » de Edwin Baily
- 2016 : Nina (série télévisée, 2014) « Sur le Ring » de Hervé Brami
- 2016 : Scènes de ménages « Zic Zic Pharma » de Luc David
- 2016 : Les Mystères de l'amour « Une journée à flipper » « Chance et Malchance » de Nicolas Filali
- 2016 : Scènes de ménages « La folle vie de Philippe » « Malheureux malgré lui » de Luc David
- 2016 : Léo Matteï, Brigade des mineurs « Hors de contrôle » de Nicolas Herdt
- 2018 : Crimes parfaits « Le grand saut » de Emmanuel Rigaut
- 2021 : Demain nous appartient : Yvan Josse  de François Chaillou, Pierre Leix Cote , Sandra Perrin , Martin Ray

## Théâtre
- 1991 : La nuit est un diable de Prosper Mérimée mise en scène de Pascale Lievyn Tournée Africaine : Burkina Faso, Niger, Togo, Côte d’Ivoire.
- 1995 : En attendant l'incendie de Moussa Pavlova mise en scène de Jacques Ardouin
- 2000 : Mais n'te promène donc pas toute nue ! de Georges Feydeau mise en scène de Frédéric Gay
- 2001 : Fugue en Molière de Céline Codogno mise en scène de Céline Codogno
- 2003 : Une lettre chargée de Georges Courteline mise en scène de Frédéric Gay
- 2017 : Ladies Night (en) une pièce d'Anthony McCarten et Stephen Sinclair adaptation de Jacques Collard mise en scène de Guylaine Laliberté - tournée 2018-2019-2020-2021-2022

### Formations
- 1984 : Cours René Simon
- 1986 : Prix de comédie Laurence Constant
- 1987 : Prix d'art dramatique René Simon
- 1989 : Chant - Guitare Paul Besset
- 2001 : Chant : Claude Lamamy (tessiture : Ténor)
- 2013 : Stage Le jeu et le doublage au Magasin avec Jean Barney, Ivana Coppola, Vincent Violette
- 2016 : Master Class (Doublage) avec José Luccioni (acteur), Nathalie Homs

## Divers

### Radio
- 1990 : Fidélité de Michel Sidoroff

### Courts-Métrages
- 1989 : L’été clandestin de Pierrick Bourgault
- 1999 : Paysages Normands de Jean-Loup Chirol
- 2003 : Après tout de César Campoy
- 2003 : Mister Bird de Fabien Dufils
- 2004 : Toute une vie de Fabien Dufils
- 2005 : Quand on aime on a toujours 20 ans de Luc David
- 2008 : Cet anniversaire de Céline Chatal
- 2011 : La Générale de David Giuge
- 2014 : Nemausus le rêve d'une cité Nîmes de Pierre Stine
- 2018 : Different Maps de Mamadou Mahmoud N'Dongo
- 2019 : Alors j'ai préféré la nuit de Mamadou Mahmoud N'Dongo

### Clips
- 2006 : King of House « Can you feel it » Fabien Dufils
- 2008 : Madeleine Peyroux « A Little bit » de Tom King
- 2009 : Tina Arena « Tu aurais dû me dire » Fabien Dufils

## Doublage
Source et légende : version française (VF) sur RS Doublage et selon le carton de doublage français.

### Cinéma

#### Films
- 2015 : L'Incomprise : voix additionnelles (le deuxième policier et le journaliste radio) [Qui ?]
- 2015 : #Legacy : Tanaka (Masashi Fujimoto) et l'animateur radio [Qui ?]
- 2016 : Belgica : Ferre (Stefaan de Winter), Wibo (Bo de Bosschere), l'inspecteur Dewaele (Nils de Caster) et Bruno Schollaert (Johan Heldenbergh)
- 2017 : L.A. Rush : Phil (Colin Kane) et Donnie (Kevin Breznahan (it))
- 2017 : La Femme du gardien de zoo : l'officier allemand (Roman Vejdovec)
- 2018 : The Darkest Dawn : Bob (Stuart Ashen)
- 2020 : Safety : M. Shen (Alexandre Chen)
- 2022 : 47 Ronin - Le Sabre de la vengeance : Ikeda (Akira Koieyama)

#### Film d'animation
- 2021 : DC Showcase: Blue Beetle : Grand-père[5] (court métrage)

### Télévision

#### Téléfilms
- 2013 : Le Noël rêvé de Megan : Franck (Neil Dickson)
- 2014 : Les Enfants du péché : le policier (Ian Robison)
- 2014 : Le Campus de la honte : Dr Niroc (Joël Oliver)
- 2014 : Le Mariage de ses rêves : Dr Mello (Derek Green)
- 2015 : Mon meilleur ennemi : Dr Weaver (Anthony Starke)
- 2015 : Les Mères de la mariée : le prêtre au mariage (Ron Leath)
- 2016 : L'Envie d'être mère : Razcal (Luigi Saracino)
- 2016 : Liés à jamais : l'inspecteur Meade (Conan Graham)
- 2016 : Un taxi inquiétant : Carlos (Walley Walkker)
- 2016 : À bout de souffle : Mister Peters (Michael Laskin)
- 2016 : Retrouvailles mortelles : un homme [Qui ?]

#### Séries télévisées
- 2013 : Les Spécialistes : Investigation scientifique : voix additionnelles (un homme, un policier, Balthazar) [Qui ?]
- 2014 : Rush : Novak (Richard Cawthorne)
- 2014 : Bones : le procureur Kevin Brady (David Fabrizio)
- 2014 : Hell on Wheels : le chef de gare [Qui ?] et conducteur du train (Gabriel Cross)
- 2015 : Grimm : le reporter animalier [Qui ?], le deuxième barman [Qui ?], le businessman (Duffy Epstein) et le présentateur télé [Qui ?]
- 2015 : Better Call Saul : le commentateur sportif [Qui ?]
- 2015 : Agent Carter : le journaliste radio [Qui ?] et voix additionnelles
- 2015 : Arrow : l'inspecteur de police [Qui ?] et voix additionnelles
- 2015 : Strike Back : Akinawa (Akira Koieyama) et Lee Dae Ho (Arthur Lee)
- 2015 : Show Me a Hero : Dave Sheingold (Gary Littman), Times reporter (Jordan Bridges), TV analyst (Tyler Evans), Witness (Daniel O'Shea), le jeune policier (Chad Ackerman), Yonkers Police officer (Craig DiFrancia), Local News Anchor (Shawn Mc Laughlin) (mini-série)
- 2015-2016 : Longmire : Theo (Terry Camilleri), Jack (Del Zamora), Jimmy (Stephen Michael Ayers) et Local News Anchor (Glenn Thayer)
- 2016 : Stranger Things : l'officier Powell (Rob Morgan) (saison 1)
- 2016 : Grimm : le géomètre (Scot Carson) et Donald Jones (Jesse Collver)
- 2016 : Rex, chien flic : Genarro [Qui ?] et Sergent [Qui ?]
- 2016 : Conviction : l'inspecteur (Nick Baillie), Middle Aged Man (Paul De La Rosa) et le reporter (Brian Dunstan)
- 2016-2017 : Shameless : Bruno (Brett Rickaby), le prêtre (Dan Gilvary) et l'instructeur militaire (David Fabrizio)
- 2016 / 2019 : New York, unité spéciale  : Dennis Roberts (John Hickok), le chef Gabriel (Kevin Geer), Frank Corso (Martino Caputo), Vlad (Radu Spinghel) et Matt Cooper (Rik Allan Walter)
- 2017 : Inspecteur Barnaby : Butler Styles (Paul Reynolds)
- 2019 : This Is Us : le conseiller Salomon Brown (Rob Morgan)
- 2019 : Dirty John (en) : le pasteur (David Ansell), Philip (Joshua Wolf Coleman) et Dr L. Peifar (Eyas Younis)
- 2019 : Black Summer : Earl (Nyren B. Evelyn)
- 2019 : Alta Mar : Augustin (Javier Taboada) et Raúl (Brais Yanek)
- 2020 : Porte 7 (es) : José (Daniel Valenzuela)
- 2021 : Dr. Bash : Shane Neal (Alden Adair)

#### Séries d'animation
- 2014 : Goldorak : employé du labo A [Information douteuse]
- 2016 / 2018 : Voltron : Thace / Norlox[5] (saison 3, épisodes 4 et 5)
- 2018 : Niko et l'Épée de Lumière : Broham[6] (saison 2, épisode 5)

### Jeux vidéo
- 2016 : Horizon Zero Dawn : Guerrier Nora